# Mofy
Mofy est une série télévisée d'animation italienne, réalisée par Monica Fibbi, Francesco Misseri et Gion Maria Misseri produit par Rai Fiction, diffusée depuis le 30 juin 2013 sur France 5 dans Zouzous.

## Synopsis
Mofy est un lapin timide qui vit dans une boule de coton. Durant ses expériences quotidiennes, Mofy découvre différentes humeurs telles que la solitude, la joie et l'empathie. D'abord fragile et peu sûre d'elle, Mofy apprend à gérer ses sentiments en prenant courage et confiance jour après jour, et en partageant ses expériences de la journée avec la Lune.
La série est entièrement faite de ouate.

## Distribution

### Voix originales
- Giulia Tarquini : Mofy
- Michele Carli : Kerry
- Niccolò Guidi : Lee
- Teresa Fallai : Luna et Sioux
- Simone Marzola : Mogu

### Voix françaises
- Maeva Meline : Mofy / interprète du générique
- Yann Le Madic
- Isabelle Volpé
- Bruno Meyere
- Fabrice Fara
- Martial Le Minoux
- Christine Paris
- Frédérique Marlot : Sora

 Source et légende : version française (VF) sur RS Doublage et crédits du générique de fin.
- Version française
  - Studio : MFP (Multimédia France Production)
  - Adaptation : Yannick Ladroyes
  - Direction artistique : Christine Paris

## Personnages
- Mofy : Une lapine blanche.
- Kerry : musicien. C'est le meilleur ami de Mofy.
- Lee et Sioux: les frères écureuils.
- Mogu: facteur de la forêt.

## Personnages secondaires
- Foxy la renarde (saison 1 épisodes 5 et 6).
- Wookey le chimpanzé (saison 1 épisode 9).

## Liste des épisodes

### Saison 1
1. L'éclipse de soleil
2. Le corbeau et les cerises
3. Le poème de Mofy
4. Les fantômes
5. Le marché au troc
6. L'anniversaire de Kerry
7. Les règles, les règles, les règles
8. Lee et Sioux ont mal aux dents
9. Jour de chance
10. Persévérer
11. Le bonheur de partager
12. Koala, le petit étranger de la forêt
13. Dans les profondeurs de la Terre
14. Un bien joli dessin
15. Maman souris est malade
16. Le rayon de soleil
17. Au secours !
18. Une fleur pour ma maison
19. On peut tout dire à un ami
20. Mofy et l'araignée
21. On a tous un talent
22. Le concert
23. Le festival de musique
24. Lee et Sioux se disputent
25. Le caneton perdu
26. On veut voir le Père Noël

### Saison 2
1. Quand Foxy raconte des histoires
2. La pelote de laine
3. L'anniversaire de Lee et Sioux
4. Toujours amis
5. Une chanson dans la nuit
6. Le jeu du roulé boulé
7. Une soirée pyjama chez Kerry
8. Le petit oiseau timide
9. Le temps de fleurir
10. Kerry a le hoquet
11. Lee et Sioux au pays des glands
12. Les mangeurs de carottes
13. Le bébé tortue
14. Un blaireau très désagréable
15. Le caméléon
16. La promesse
17. Le criquet et la guitare
18. Les bébés animaux de la forêt
19. Grand père hibou
20. Premier jour d'école
21. Sora
22. Il ne faut pas se fier aux apparences
23. Le bain
24. Des biscuits amers
25. Ensemble, on peut le faire
26. L'imagination de Mofy

Source : ABC.